# Хшонстово (Великопольське воєводство)
Хшонстово (пол. Chrząstowo) — село в Польщі, у гміні Ксьонж-Велькопольський Сьремського повіту Великопольського воєводства.
Населення — 438 осіб (2011).
У 1975-1998 роках село належало до Познанського воєводства.

## Демографія
Демографічна структура станом на 31 березня 2011 року:
|          | Загалом | Допрацездатний вік | Працездатний вік | Постпрацездатний вік |
| -------- | ------- | ------------------ | ---------------- | -------------------- |
| Чоловіки | 229     | 55                 | 162              | 12                   |
| Жінки    | 209     | 59                 | 117              | 33                   |
| Разом    | 438     | 114                | 279              | 45                   |